# Global Finance
Global Finance — це англомовний щомісячний фінансовий журнал, заснований у 1987 році Джозефом Д. Джарарапуто, разом із Карлом Дж. Бергеном, Стефаном Спаном, Х. Алланом Ферналдом та Паоло Панераї для висвітлення глобальної фінансової інформації.  
Видання розповсюджується в 158 країнах світу і має більше 50 тисяч передплатників.  
Журнал належить Global Finance Media, Inc., а основним її власником є Class Editori, італійський медіахолдинг.  
Має офіси в Нью-Йорку, Лондоні, Мілані та Ріо-де-Жанейро. 
Цільову аудиторію журналу складають голови, президенти, генеральні директори, фінансові директори, які керують фінансами та інші фінансові чиновники. 

## Особливості
Видання робить огляди про міжнародний фінансовий сектор, що охоплює такі теми, як корпоративні фінанси,  злиття та поглинання, профілі країн, ринки капіталу, відносини з інвесторами, валюти, банківська справа, управління ризиками, заощадження, прямі інвестиції та управління активами. 

### Найбезпечніші банки світу
Журнал щороку публікує рейтинг 50 найбезпечніших банків світу.

### Відзначення найкращих банків
Видання щорічно визначає найкращий банк у кожній країні світу.